# Generalhandelskompaniet
Generalhandelskompaniet, eller Indianska kompaniet, privilegierades år 1624 av Gustav II Adolf "för handel på främmande världsdelar och hedningarnas omvändelse", nämligen att driva handel på Afrika, Amerika och Magellanika. 1625 uppgick Köpehandelskompaniet i Generalhandelskompaniet. 1630 slogs Generalhandelskompaniet ihop med Skeppskompaniet.